# Modern Moral Philosophy
Modern Moral Philosophy è un saggio filosofico, pubblicato dalla filosofa Gertrude Elizabeth Margaret Anscombe nel gennaio del 1958 su The Journal of the Royal Institute of Philosophy. 

## Contenuto
Nel saggio Anscombe afferma che per riflettere sulla filosofia morale si deve far riferimento ai termini che usiamo nel linguaggio corrente (in particolare all'uso di parole come «bene», «male», ecc.). Ella attacca direttamente la nozione di una morale fondata sul dovere (inteso come «legge» e «norma»), affermando che tale idea non ha più alcun senso di esistere nel XX secolo.
Secondo Anscombe, infatti, l'idea di una morale legata al dovere è nata in seno alle religioni monoteiste. A tal proposito, Anscombe riconosce che ancora oggi la parola/concetto «dovere» influisce su di noi come una formula magica. Ella sostiene che quando noi facciamo uso della parola «dovere», la usiamo con un significato più ampio di quello normale. Il verbo esprime spesso in questi casi un desiderio, un bisogno, una motivazione legata ad un obiettivo, un interesse, ecc. La polisemia del termine nel suo uso corrente suggerisce che la sua analisi deve essere affrontata in maniera molto più ampia.
Il dovere non ha dunque solo il significato di "norma", ma fa riferimento ad un contesto più generale:
- dovere come intenzione: significato legato alla motivazione;
- dovere come desiderio: significato legato alla necessità vitale;
- dovere come bisogno: significato legato all'interesse.

Nominando questi ambiti nominiamo gli aspetti che ci muovono ad agire, e quindi entriamo nel terreno della psicologia morale.